# 荒子川公園
荒子川公園（あらこがわこうえん）は、愛知県名古屋市港区にある荒子川両岸の南北約1kmに広がる総合公園。名古屋港から500メートルほど内陸側に位置する都市計画上の特殊公園である。

## 概要

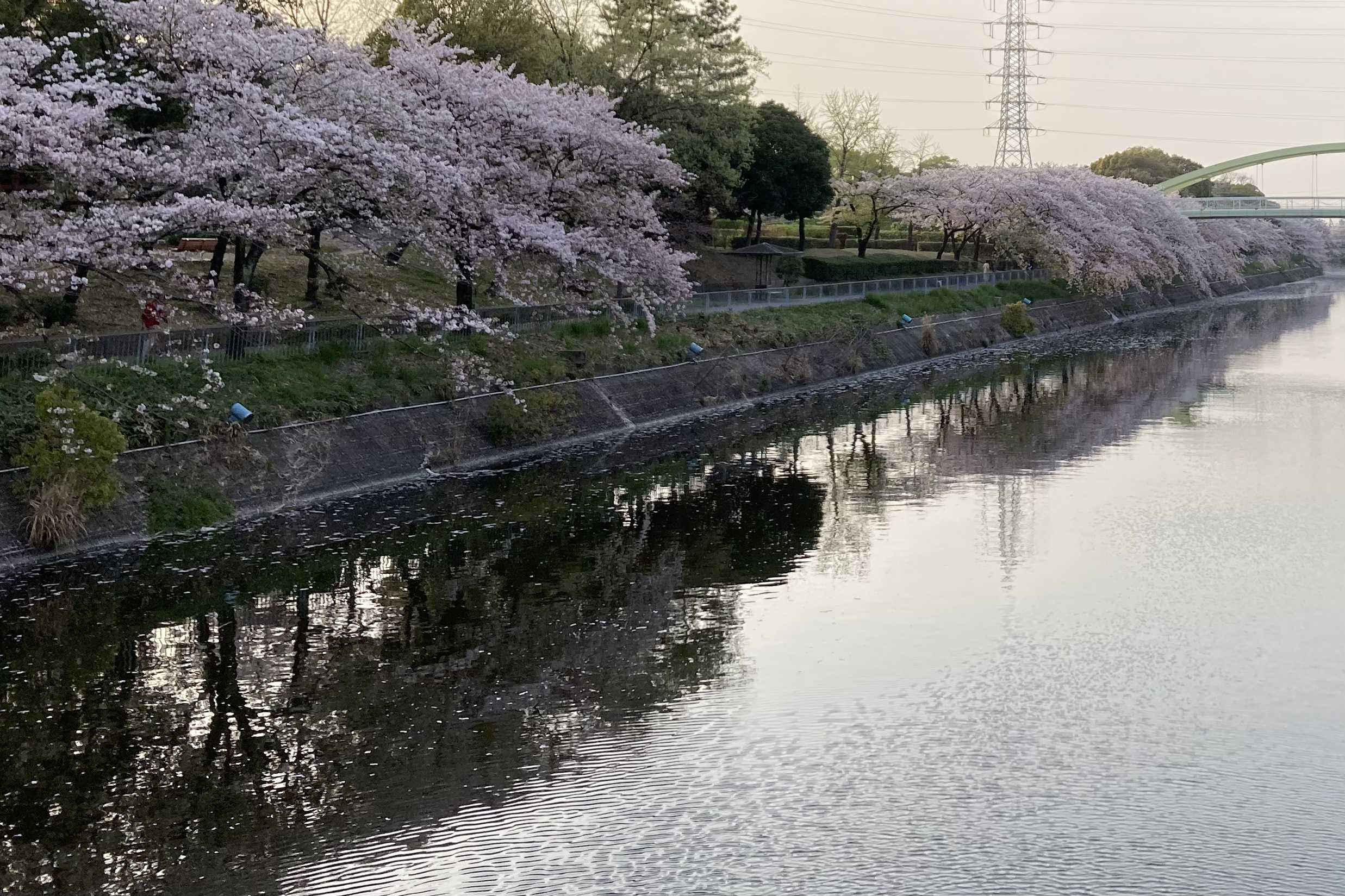
荒子川公園の桜並木（2021年4月）

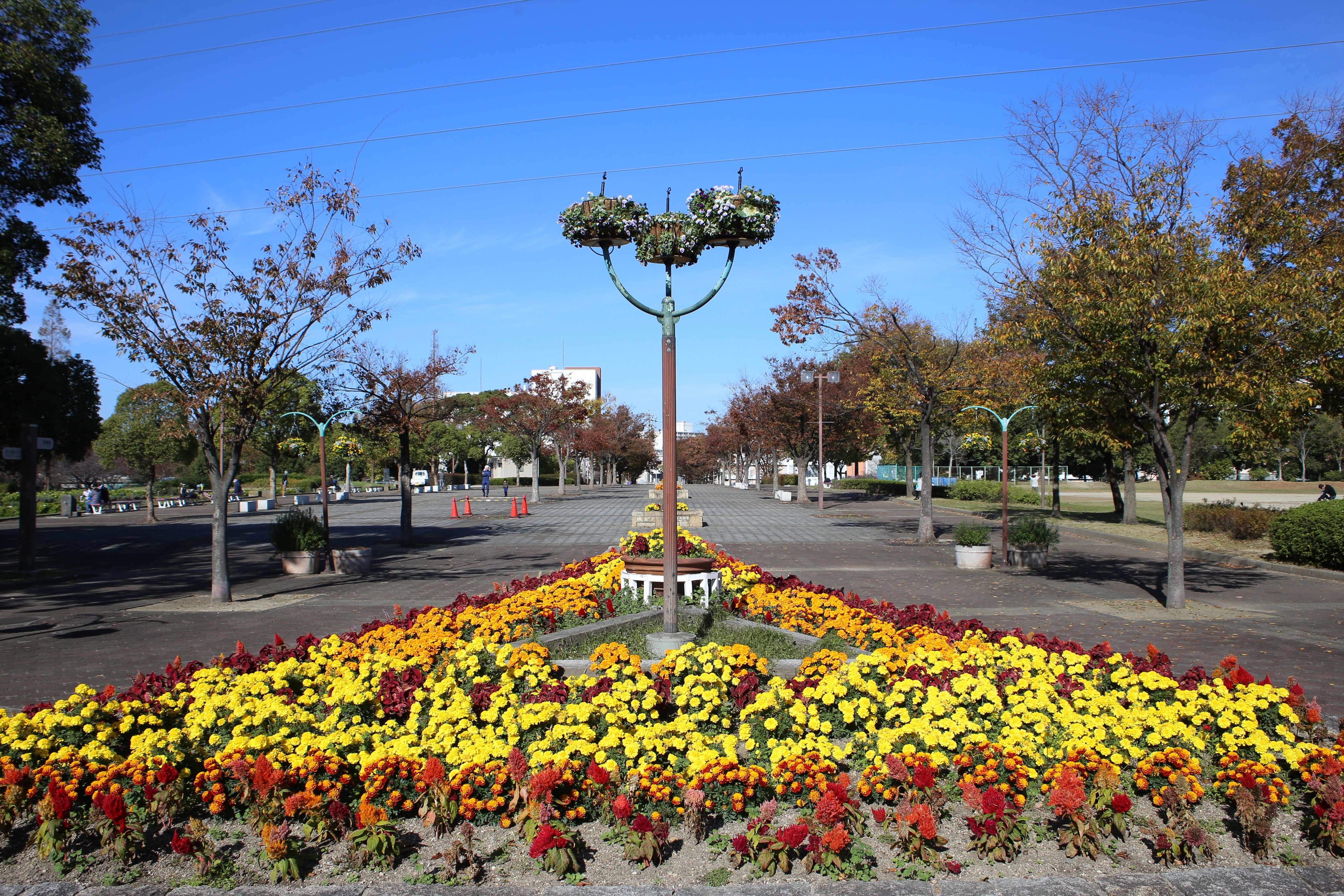
荒子川公園内にある花壇（2018年11月）

1979年（昭和54年）から整備が開始され、1985年（昭和60年）に開園し供用を開始した総合公園で、ラベンダー園や約1000本の桜並木が有名である。春になると多くの花見客で賑わい、名古屋市内有数の花見スポットとして人気の場所となっている。
公園のある場所は江戸時代より開拓された農地であったが、名古屋港の発展と工業化により、名古屋港臨海工業地域の一部となっている。公園用地は1924年（大正13年）6月9日に荒子川運河として都市計画決定され、荒子川南部土地区画整理事業や遠若土地区画整理事業により用地が造成された場所である。しかし、物資輸送の形態の変化などから運河としての機能が衰退し、一部をポンプ場や福祉施設とし、残りを公園として整備することとなった。

## 主な施設
- 駐車場（ラベンダーフェア中は有料）
- 広場
- テニスコート
- ラベンダー園（18種3000株）
- 日本庭園、各種見本園
- デイキャンプ場 （無料）
- フェニックスアイランド（「フェニックスブリッジ」で両岸と結ばれている南国の雰囲気をイメージした人工島。フェニックス、ワシントンヤシ、ソテツなど約170 本の樹木が植えられている。釣りをすることができる。）
- ガーデンプラザ
- ティールーム「紫音」（ガーデンプラザ内）

## 歴史[3]

### 計画・基本設定
1979年（昭和54年）3月23日に特殊公園として都市計画（29.5ha、うち水面 10.96ha）が決定し、荒子川公園基本計画が策定された。
この計画の基本方針では、
- 散策、休養等のレクリエーション機能を兼ね備えた公園である都市緑化植物園（1975年（昭和50年）から整備が進められてきた、鑑賞目的も兼ねたさまざまな緑化植物見本園や緑化相談・指導所を兼ねた休憩所等を有する公園）として整備すること。
- 需要度の高いスポーツ施設を配置した、周辺住民のレクリエーション施設とすること。
- 都市公害の緩衝帯として緑化し景観を向上させること。
- 災害の際の火災時に広域避難地に指定されている土古公園への避難路として位置づけること。

の4つが主に定められた。
同年12月7日には愛知県知事から都市計画事業認可を受けて事業に着手し、荒子川の両岸には桜並木の河畔散策路が設けられることになった。
1984年（昭和59年）7月には、基本計画を発展させた荒子川公園基本設計が名古屋市農政緑地局緑地施設課により策定された。
この基本設計は「光と水のふれあいの森」を理念とし、エリアの区分やデイキャンプ場などの設置の他、来場者の多数が自家用車を利用することを想定し（当時はあおなみ線未開業）、充分な台数の駐車場を分散して設けることなどが決定された。
そして、翌年の1985年（昭和60年）4月1日に開園した。

### 園内の整備
その後も園内の整備が進められ、1987年（昭和62年）に公園の南端部に河川浄化対策事業としてフェニックスアイランドと噴水が完成し、さらに4年後の1991年（平成3年）には両岸をつなぐ「荒子川パークブリッジ」が架橋された。
1993年（平成5年）、中心施設である「荒子川公園ガーデンプラザ」が開設され、現在に至るまで、展示・講習会の場として緑化の普及啓発を行っている。また、ガーデンプラザ内には喫茶コーナーが存在する。
2006年（平成18年）に指定管理者制度が導入された。

### 沿革
- 1979年（昭和54年）3月23日 - 特殊公園として都市計画決定[2]。
- 1985年（昭和60年） - 開園[2]。
- 1990年（平成2年）8月 - 貸しボート営業開始[2]。
- 2003年（平成15年）6月 - 貸しボート営業終了[2]。

## 周辺の施設
1999年（平成11年）にイオンモール名古屋みなと（開店当時はベイシティ品川）が開業したが、2021年（令和3年）2月28日に閉店した。
2004年（平成16年）に名古屋臨海高速鉄道あおなみ線 荒子川公園駅が開業したことにより利便性が大きく向上した。